# Ding Yanyuhang
Ding Yanyuhang (en chino, 丁彦雨航; pinyin, Dīng Yànyǔháng, Karamay, Xinjiang, 20 de agosto de 1993) es un baloncestista chino que actualmente se encuentra sin equipo. Con 2,01 metros de estatura, juega en la posición de alero.

## Trayectoria deportiva

### China
Comenzó su andadura profesional en la Temporada 2011-12 de la CBA de su país, con los Shandong Golden Lions, en la que jugó casi por completo como titular, promediando 7,1 puntos y 2,0 rebotes por partido. Pero el salto de calidad lo dio en la temporada 2016-17, en la que lideró a su equipo con unas estadísticas de 24,2 puntos, 5,2 rebotes y 2,5 asistencias por partido, lo que le valió para ser elegido MVP de la CBA.
Al año siguiente mejoró sus estadísticas hasta los 26,0 puntos y 5,2 rebotes por partido, que le hicieron revalidar su título de mejor jugador de la liga.

### NBA
En julio de unió a los Dallas Mavericks para disputar las Ligas de Verano de la NBA, en las que jugó un total de once partidos, en los que promedió 6,9 puntos y 2,6 rebotes. El 23 de ese mismo mes firmó contrato con los Mavs. Tras ser despedido cinco días antes del comienzo de la temporada, firmó con el filial de la G League, los Texas Legends.